# ألبرت ديني
ألبرت ديني هو سياسي أمريكي، ولد في 11 مارس 1761 في Carlisle, Pennsylvania ‏ في الولايات المتحدة، وتوفي في 21 يوليو 1822. انتخب عمدة بيتسبرغ ‏ (يوليو 1816 – يوليو 1817).